# Morembert
Morembert est une commune française, située dans le département de l'Aube en région Grand Est.

## Géographie
| Ramerupt        |           | Vaucogne         |
|                 | Morembert |                  |
| Nogent-sur-Aube |           | Dommartin-le-Coq |

### Hydrographie
La commune est dans la région hydrographique « la Seine de sa source au confluent de l'Oise (exclu) » au sein du bassin Seine-Normandie. Elle est drainée par l'Aube, l'Auzon, le Meldancon et le Meldançon,.
L'Aube, d'une longueur de 249 km, prend sa source dans la commune d'Auberive et se jette  dans la Seine à Marcilly-sur-Seine, après avoir traversé 82 communes.
L'Auzon, d'une longueur de 40 km, prend sa source dans la commune de Piney et se jette  dans l'Aube sur la commune, après avoir traversé neuf communes.

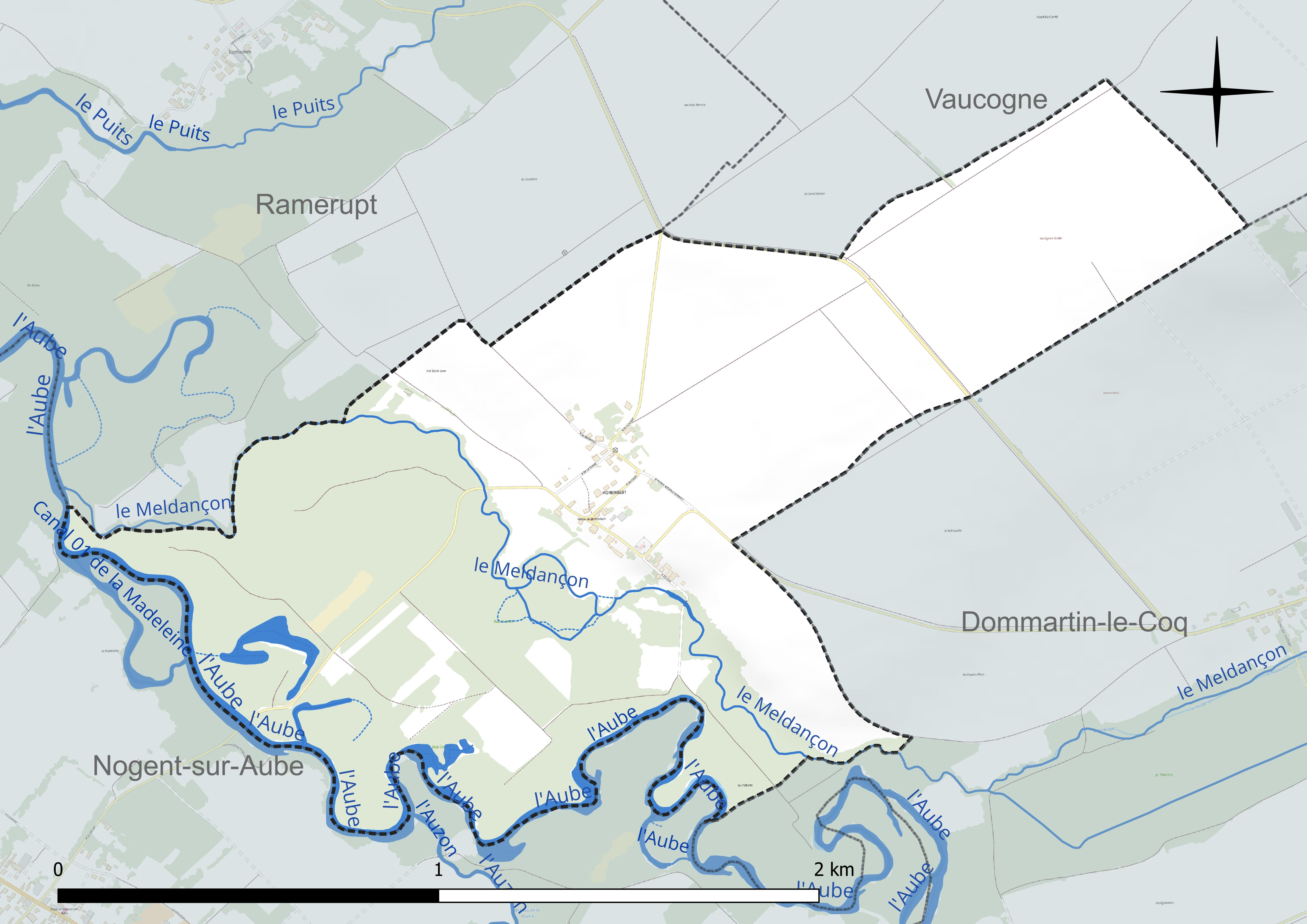
Réseau hydrographique de Morembert.

Le Meldancon, d'une longueur de 26 km, prend sa source dans la commune de Lignon et se jette  dans l'Aube sur la commune, après avoir traversé onze communes.

### Climat
Pour des articles plus généraux, voir Climat du Grand Est et Climat de l'Aube.
En 2010, le climat de la commune est de type climat océanique dégradé des plaines du Centre et du Nord, selon une étude du Centre national de la recherche scientifique s'appuyant sur une série de données couvrant la période 1971-2000. En 2020, Météo-France publie une typologie des climats de la France métropolitaine dans laquelle la commune est exposée à un climat océanique altéré et est dans la région climatique Nord-est du bassin Parisien, caractérisée par un ensoleillement médiocre, une pluviométrie moyenne régulièrement répartie au cours de l’année et un hiver froid (3 °C).
Pour la période 1971-2000, la température annuelle moyenne est de 10,7 °C, avec une amplitude thermique annuelle de 15,8 °C. Le cumul annuel moyen de précipitations est de 723 mm, avec 11,4 jours de précipitations en janvier et 8,2 jours en juillet. Pour la période 1991-2020, la température moyenne annuelle observée sur la station météorologique de Météo-France la plus proche, « Dosnon », sur la commune de Dosnon à 14 km à vol d'oiseau, est de 11,0 °C et le cumul annuel moyen de précipitations est de 698,3 mm. 
La température maximale relevée sur cette station est de 41,6 °C, atteinte le 25 juillet 2019 ; la température minimale est de −25,8 °C, atteinte le 14 février 1956,,.
Les paramètres climatiques de la commune ont été estimés pour le milieu du siècle (2041-2070) selon différents scénarios d'émission de gaz à effet de serre à partir des nouvelles projections climatiques de référence DRIAS-2020. Ils sont consultables sur un site dédié publié par Météo-France en novembre 2022.

## Urbanisme

### Typologie
Au 1er janvier 2024, Morembert est catégorisée commune rurale à habitat très dispersé, selon la nouvelle grille communale de densité à 7 niveaux définie par l'Insee en 2022.
Elle est située hors unité urbaine. Par ailleurs la commune fait partie de l'aire d'attraction de Troyes, dont elle est une commune de la couronne,. Cette aire, qui regroupe 209 communes, est catégorisée dans les aires de 200 000 à moins de 700 000 habitants,.

### Occupation des sols
L'occupation des sols de la commune, telle qu'elle ressort de la base de données européenne d’occupation biophysique des sols Corine Land Cover (CLC), est marquée par l'importance des territoires agricoles (55,9 % en 2018), en augmentation par rapport à 1990 (54,7 %). La répartition détaillée en 2018 est la suivante : 
terres arables (45,4 %), forêts (44,1 %), zones agricoles hétérogènes (10,5 %). L'évolution de l’occupation des sols de la commune et de ses infrastructures peut être observée sur les différentes représentations cartographiques du territoire : la carte de Cassini (XVIIIe siècle), la carte d'état-major (1820-1866) et les cartes ou photos aériennes de l'IGN pour la période actuelle (1950 à aujourd'hui).

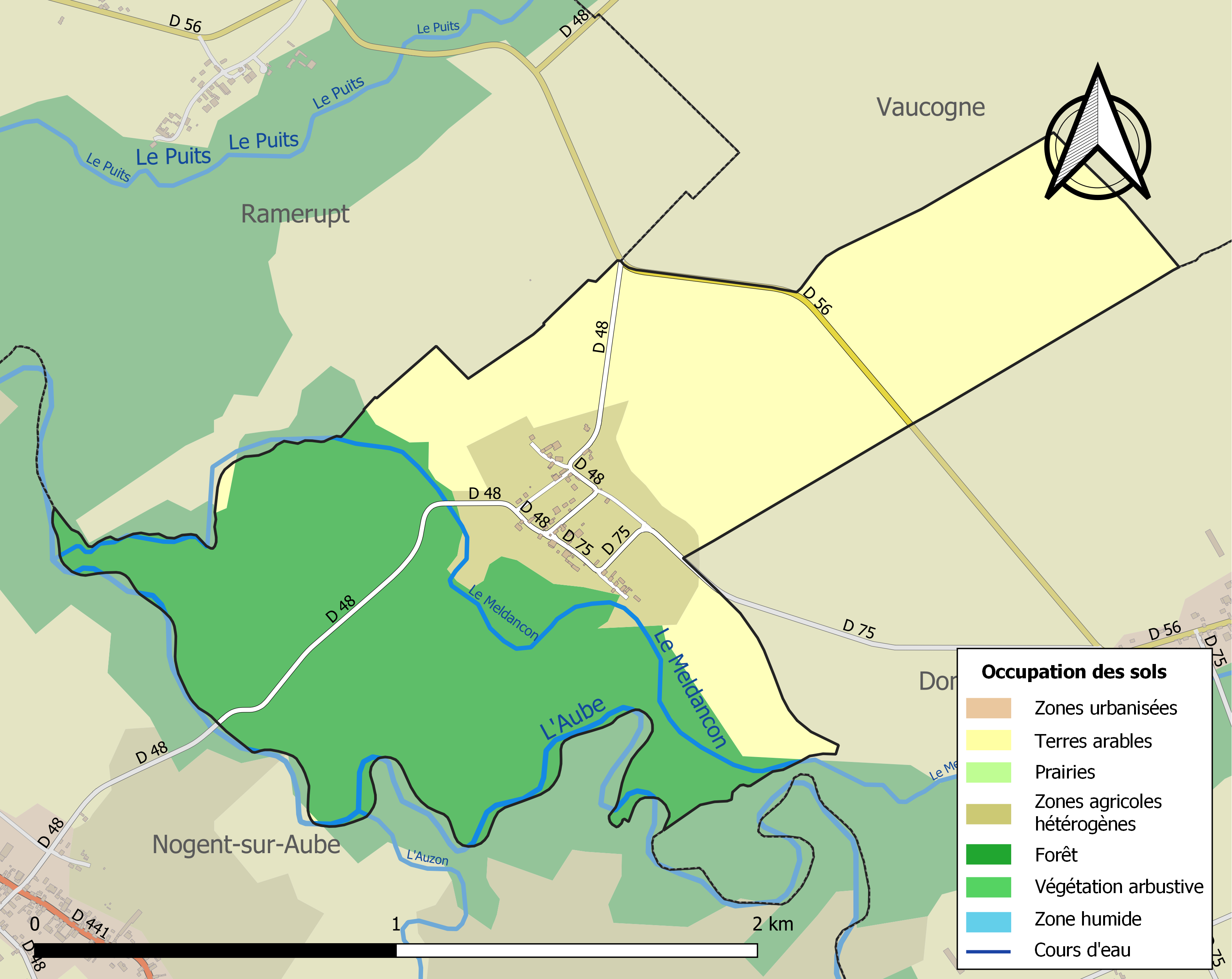
Carte des infrastructures et de l'occupation des sols de la commune en 2018 (CLC).

## Toponymie
Au cadastre de 183è[Quoi ?] sont cités : les Gravièress, le bois Jacquart et le bois de la Motte, Vaugotin.
Mon Warembert et Montverembert, Morembert en 1317 qui citent motte et bois sans évoquer de village.

## Histoire
Morembert était un fief qui relevait de la baronnie de Ramerupt et du duché de Pinay. Il est cité seulement à partir du XVIe siècle mais des personnages portant le nom apparaissent en 1298. Les derniers seigneurs connu sont Antoine Chérot et Catherine de Saligny, son épouse qui sont négociants à Troyes en 1783 pour partie ; pour une autre part, Adelaïde d'Aulnay et son époux J-B Agenoust jusqu'en 1873.
En 1789, le village était de l'intendance et de la généralité de Châlons, de l'élection de Bar-sur-Aube et du bailliage de Chaumont.

## Politique et administration
| Période                                  | Période  | Identité                                          | Étiquette | Qualité  |
| ---------------------------------------- | -------- | ------------------------------------------------- | --------- | -------- |
| mars 2001                                | 2008     | M. Camille Grosse                                 |           |          |
| mars 2008                                | En cours | M. Dominique Henry Réélu pour le mandat 2020-2026 | DVD       | Retraité |
| Les données manquantes sont à compléter. |          |                                                   |           |          |

## Démographie

### Évolution démographique
L'évolution du nombre d'habitants est connue à travers les recensements de la population effectués dans la commune depuis 1793. Pour les communes de moins de 10 000 habitants, une enquête de recensement portant sur toute la population est réalisée tous les cinq ans, les populations de référence des années intermédiaires étant quant à elles estimées par interpolation ou extrapolation. Pour la commune, le premier recensement exhaustif entrant dans le cadre du nouveau dispositif a été réalisé en 2008.

En 2022, la commune comptait 29 habitants, en évolution de −9,37 % par rapport à 2016 (Aube : +0,7 %, France hors Mayotte : +2,11 %).
| 1793 | 1800 | 1806 | 1821 | 1831 | 1836 | 1841 | 1846 | 1851 |
| ---- | ---- | ---- | ---- | ---- | ---- | ---- | ---- | ---- |
| 87   | 120  | 112  | 107  | 130  | 134  | 142  | 130  | 116  |

| 1856 | 1861 | 1866 | 1872 | 1876 | 1881 | 1886 | 1891 | 1896 |
| ---- | ---- | ---- | ---- | ---- | ---- | ---- | ---- | ---- |
| 98   | 101  | 107  | 86   | 88   | 78   | 70   | 74   | 70   |

| 1901 | 1906 | 1911 | 1921 | 1926 | 1931 | 1936 | 1946 | 1954 |
| ---- | ---- | ---- | ---- | ---- | ---- | ---- | ---- | ---- |
| 68   | 60   | 51   | 48   | 63   | 54   | 49   | 45   | 46   |

| 1962 | 1968 | 1975 | 1982 | 1990 | 1999 | 2006 | 2008 | 2013 |
| ---- | ---- | ---- | ---- | ---- | ---- | ---- | ---- | ---- |
| 50   | 24   | 24   | 31   | 28   | 37   | 46   | 48   | 37   |

| 2018 | 2022 | - | - | - | - | - | - | - |
| ---- | ---- | - | - | - | - | - | - | - |
| 30   | 29   | - | - | - | - | - | - | - |

### Pyramide des âges
La population de la commune est relativement âgée.
En 2018, le taux de personnes d'un âge inférieur à 30 ans s'élève à 26,7 %, soit en dessous de la moyenne départementale (35,2 %). À l'inverse, le taux de personnes d'âge supérieur à 60 ans est de 43,3 % la même année, alors qu'il est de 27,7 % au niveau départemental.
En 2018, la commune comptait 14 hommes pour 16 femmes, soit un taux de 53,33 % de femmes, légèrement supérieur au taux départemental (51,41 %).
Les pyramides des âges de la commune et du département s'établissent comme suit.
| Hommes | Classe d’âge | Femmes |
| ------ | ------------ | ------ |
| 0,0    | 90 ou +      | 0,0    |
| 7,1    | 75-89 ans    | 12,5   |
| 35,7   | 60-74 ans    | 31,3   |
| 14,3   | 45-59 ans    | 12,5   |
| 21,4   | 30-44 ans    | 12,5   |
| 7,1    | 15-29 ans    | 12,5   |
| 14,3   | 0-14 ans     | 18,8   |

| Hommes | Classe d’âge | Femmes |
| ------ | ------------ | ------ |
| 0,8    | 90 ou +      | 2,1    |
| 7,4    | 75-89 ans    | 10,2   |
| 17,4   | 60-74 ans    | 18,4   |
| 19,4   | 45-59 ans    | 19     |
| 17,8   | 30-44 ans    | 17,3   |
| 18,3   | 15-29 ans    | 15,9   |
| 19     | 0-14 ans     | 17,1   |

## Culture locale et patrimoine

### Lieux et monuments
L'église Saint Jean-Baptiste est une des églises à pans de bois du Pays du Der. Elle était au doyenné de Margerie et une dépendance de la paroisse de Vaucogne. La première mention est une chapelle seigneuriale au XVIe siècle fondée par Anne de Saint-Belin et son époux Jean III de Boutigny. Elle fut placée sous le vocable de Saint-Jean qui était le patron de M. de Boutigny. L'église actuelle semble être le même bâtiment et fait 12 m de longueur, 6,1 m de largeur et 4,5 m de hauteur ; elle est sur un plan rectangulaire. Dans son mobilier il est à remarquer :
- Des fonts baptismaux du XVIe siècle en calcaire portant un écu losange, d'azur à trois têtes de bélier d'argent, accornés d'or 2 et 1 qui sont les armes de Anne de Saint-Belin. Un écu chargé de six besants taillés moyen-relief (3 en chef, 2 en fasce et 1 en pointe) : probablement les armes de Jean de Boutigny[27].
- Une croix processionnelle du XVIe siècle[28].

Halle de Piney
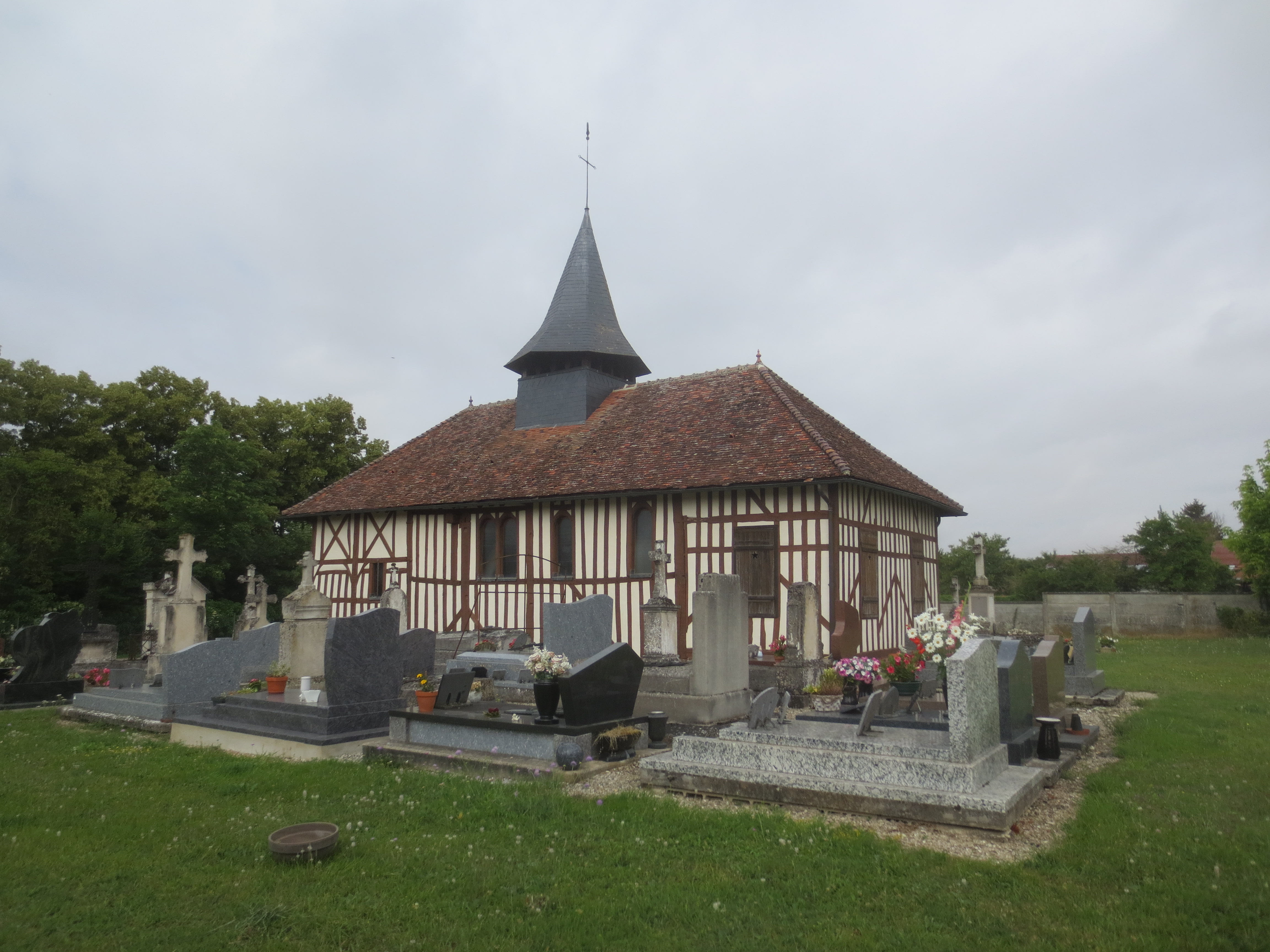
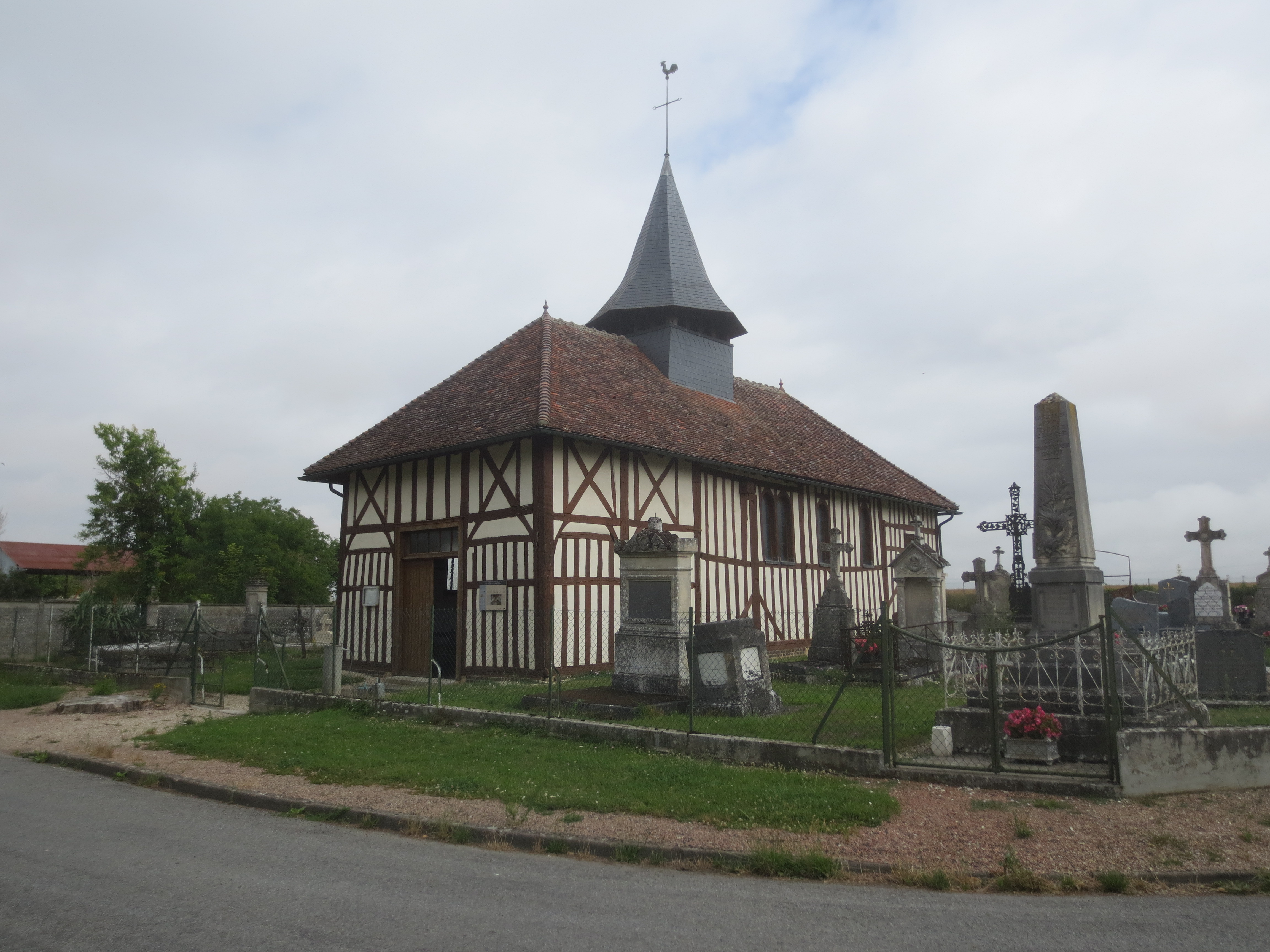
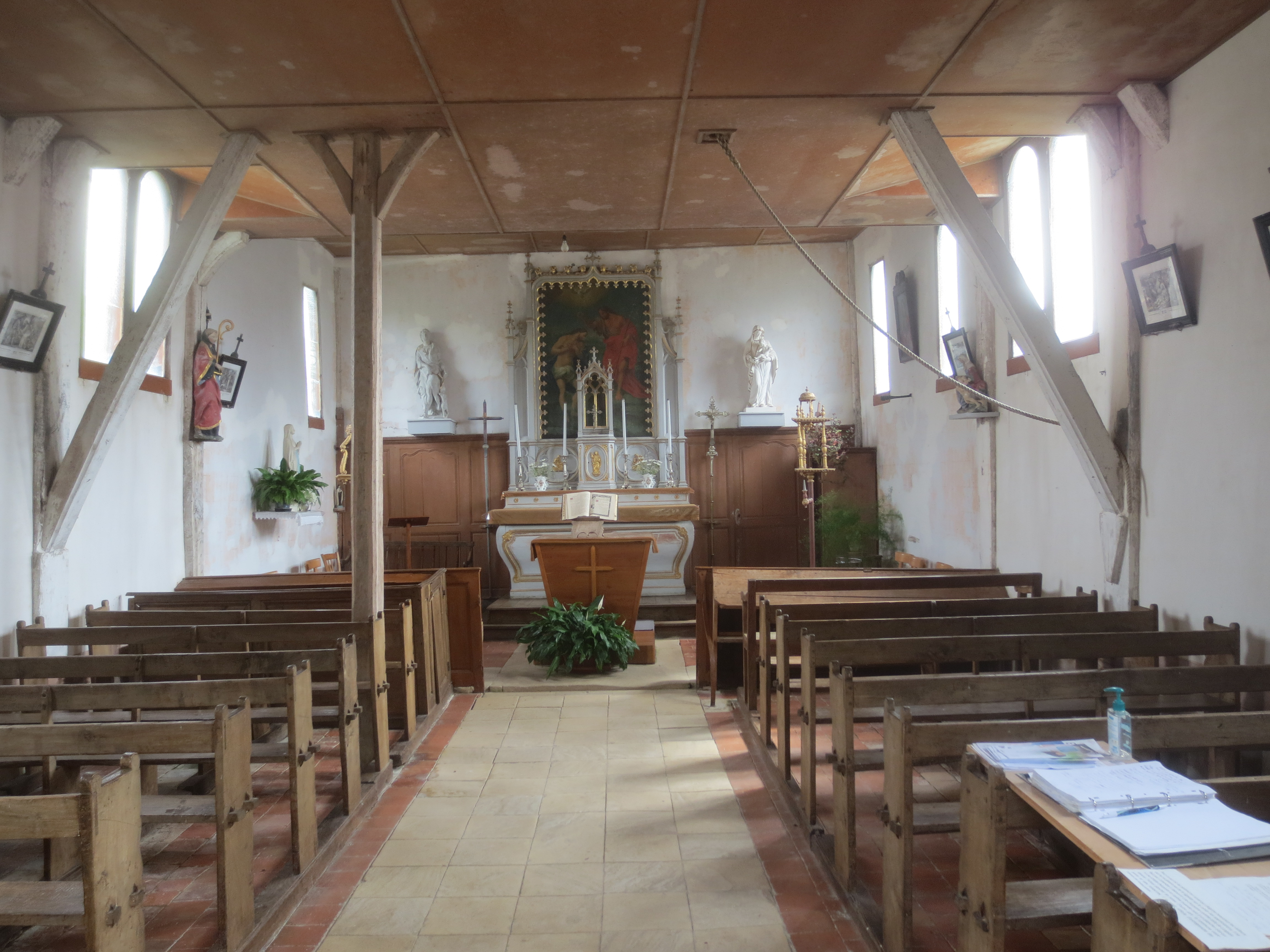
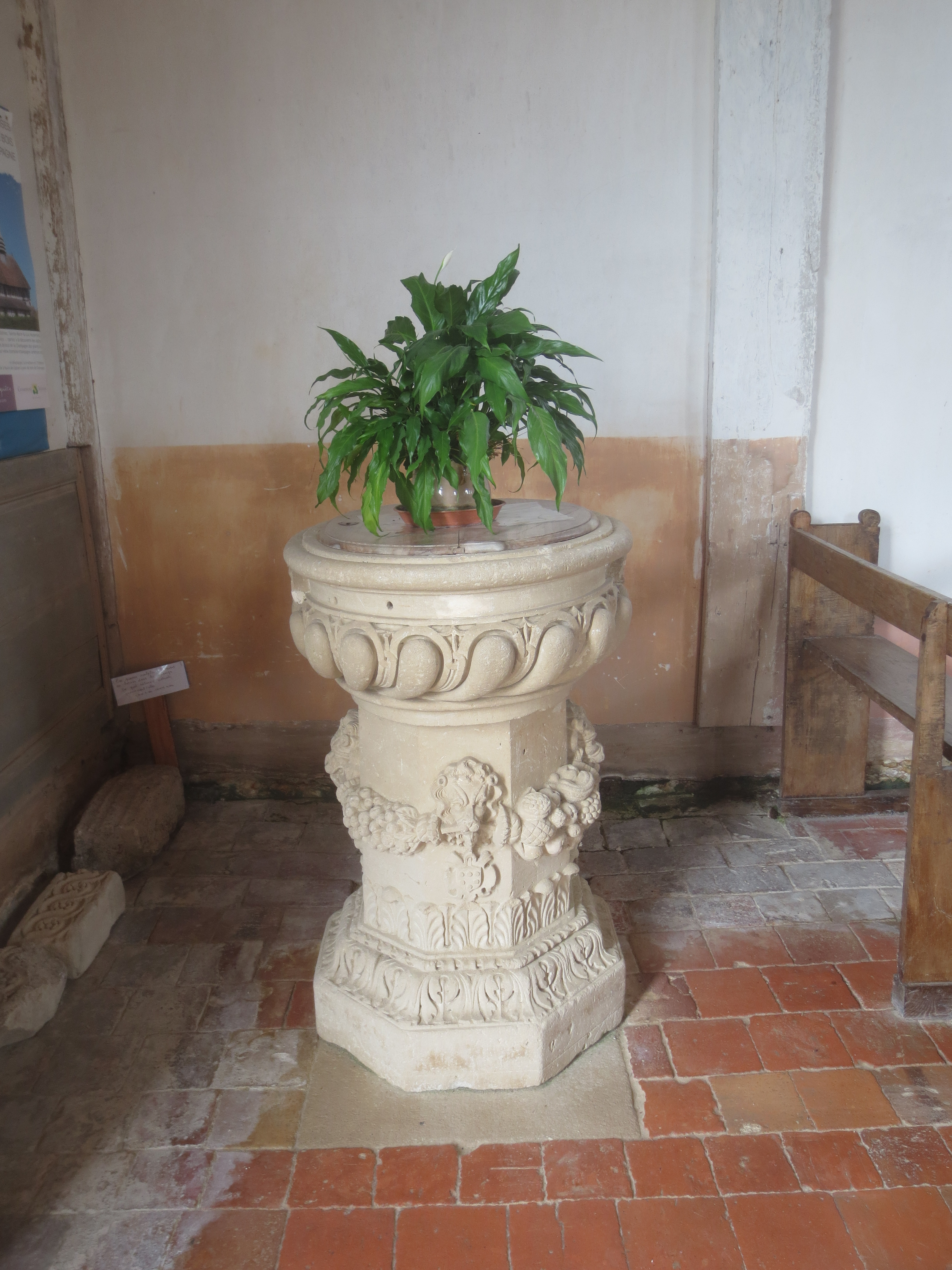